# 22-я автомобильная бригада
22-я автомобильная бригада – формирование (воинская часть) автомобильных войск Вооружённых Сил СССР.
В конце Великой Отечественной войны полное действительное наименование — 22-я Одесская ордена Красной Звезды автомобильная бригада.

## История
Бригада в составе 3-го Украинского фронта участвовала в освобождении ряда городов южной части Украинской ССР, в том числе Одессы. В числе 27 частей и соединений Приказом ВГК она была отмечена почётным наименованием «Одесская».
В ходе боевых действий 3-го Украинского фронта на территории Румынии, Болгарии, Югославии и Венгрии 22-я автомобильная бригада осуществляла перевозки грузов передовым частям фронта, в большинстве случаев – непосредственно на огневые позиции артиллерийских частей. 
Водители и техники бригады особенно отличились во время боев за город Будапешт. Только за 17 дней января 1945 года водители бригады перевезли для артиллерии фронта более 50 тыс. тонн боеприпасов. Им приходилось преодолевать до 250 км. Особые усилия бригады были сосредоточены Усилиями командира бригады и его штаба образцово и раньше намеченных сроков производились  перевозки личного состава соединений, что способствовало общему успеху фронта по разгрому врага.
За успешное выполнение заданий командования по разгрому будапештской группировки противника 22-я автомобильная бригада была представлена к награждению орденом Красного Знамени.
За образцовое и умелое командование автомобильным соединением, за своевременную перевозку войск и подвоз войскам всего необходимого для жизни и боя в период разгрома будапештской группировки её командир полковник А.А. Сурус был представлен к ордену Александра Невского, но был награждён орденом Отечественной войны 1-й степени.

## Cостав бригады
- 15-й автомобильный полк. Командир (с октября 1940 года) – Белков Григорий Яковлевич, подполковник[4], в 1945 году – полковник[5]. В боевых действиях полк участвовал с 22 июня 1941 года.
- 65-й автомобильный полк. Командир (с октября 1943 года) – Сударкин Николай Степанович[6] На заключительном этапе передан в состав 1-го Белорусского фронта.
- 66-й ордена Красной Звезды автомобильный полк. Командир – майор, Маслов Бронислав Андреевич, начальник штаба -  Ермолаев Михаил Александрович.
- Рота подвоза ГСМ
- Ремонтная рота
- Комендантский взвод
- Взвод управления

## Командование бригады

### Командир
Сурус Александр Антонович, полковник (до конца Великой Отечественной войны) .

### Начальник штаба
Машков, Пётр Фёдорович (с апреля 1944 года), полковник

### Помощник командира по технической части
Гвардии подполковник Ушанов, Пётр Ильич (р. 1896)

## Известные воины
Генерал-майор технических войск Лев Николаевич Страхов (1921 — 2007), в 1957—1964 годах - начальник 1-го Военного автомобильного училища (г. Рязань). 
В годы ВОВ - командир автомобильной роты в составе 15-го автомобильного полка, позднее - начальник штаба батальона 66-го автомобильного полка. 

## Отличившиеся воины
Полковник Николай Степанович Сударкин во время ВОВ был удостоен трёх 
орденов Отечественной войны 1-й степени, двух орденов Красной Звезды (третий орден он получил в 1950 году).